# 仙台市立南中山小学校
仙台市立南中山小学校（せんだいしりつみなみなかやましょうがっこう）は、宮城県仙台市泉区南中山2丁目にある公立小学校。略称は「南小」（なんしょう）。

## 概要
- 仙台市泉区南中山を中心とする学区をもつ。学区内には宮城県立光明支援学校があり、交流活動が盛んに行われている。仙台大観音の近くのロイアルケアセンター（老後介護施設）とも交流している。

### 教育目標
豊かな心と確かな力を持ち，力強く未来を生き抜く児童の育成

## 沿革
- 1985年（昭和60年）
  - 4月1日 - 泉市立長命ヶ丘小学校より分離し、泉市立南中山小学校として開校。
  - 4月9日 - 開校と記念植樹（校木:白もくれん）の両式典挙行。
  - 4月10日 - 第1回入学式挙行。最初の新入生は69名。
  - 8月1日 - プール完成し、プール開き挙行。
  - 9月30日 - 校歌発表会開催。
  - 10月17日 - 校庭北東端に、築山造成。
- 1986年（昭和61年）
  - 3月15日 - 校庭運動遊具設置。
  - 3月18日 - 第1回卒業式挙行。最初の卒業生は65名。
  - 4月20日 - 学校環境緑化第1次植栽（つばき他7種）。
  - 7月8日 - 校庭北西端に、バックネット設置。
  - 10月24日 - 校庭東周辺部にフェンス設置。
  - 11月4日 - 築山のとりで完成。
- 1987年（昭和62年）
  - 3月20日 - 児童数急増により、プレハブ4教室設置。
  - 8月7日 - 増設校舎工事着工（13教室他）。
- 1988年（昭和63年）
  - 3月1日 - 泉市が仙台市に編入され、仙台市立南中山小学校に改称。
  - 9月30日 - 開校記念日。
  - 11月12日 - 増設校舎落成記念式挙行。
- 1990年（平成2年）7月30日 - 北中山小学校学区問題懇談会発足
- 1991年（平成3年）
  - 2月18日 - 第2期プレハブ校舎工事着工。
  - 3月9日 - アプローチ前円形花壇工事着工。
  - 3月18日 - 児童会の歌完成。
- 1992年（平成4年）
  - 4月3日 - 北中山小学校移籍児童お別れ会開催し、記念樹「しだれ桜」を植樹。
  - 8月21日 - 校庭北側防球ネット完成。
- 1993年（平成5年）
  - 3月2日 - 飼育小屋完成。
  - 4月9日 - 特殊学級開設式挙行。
- 1994年（平成6年）
  - 4月5日 - 観察園完成。
  - 11月19日 - 開校10周年記念築山整備奉仕作業実施。
  - 12月13日 - 開校10周年記念タイムカプセル埋設。
- 1995年（平成7年）
  - 2月15日 - 開校10周年記念植樹（ベニバナトチノキ）、歩道周辺の植栽。
  - 6月17日 - 開校10周年記念式典挙行し、祝賀会開催。
- 1997年（平成9年）11月1日 - コンピュータ室設置工事着工。
- 1998年（平成10年）3月16日 - コンピュータ室設置。
- 1999年（平成11年）11月30日 - 身障者用トイレ工事完了。
- 2001年（平成13年）
  - 5月1日 - 学校評議員制度発足。
  - 11月7日 - 学校フリー参観日実施。
  - 12月1日 - webページ開設。
- 2002年（平成14年）7月21日 - 夏季休業中図書室開放。
- 2003年（平成15年）
  - 3月10日 - 校内LAN稼働。
  - 4月8日 - 知的障害特殊学級開設。少人数指導開始（算数）。
  - 6月9日 - 本格的に英語学習・コンピュータ学習開始（全学年実施）。
  - 6月11日 - 緊急時引き渡し訓練実施。
  - 10月22日 - この日と翌日の2日間、集団登下校訓練実施。
- 2004年（平成16年）12月20日 - 防犯訓練実施し、防犯教室開催。
- 2005年（平成17年）6月25日 - 創立20周年記念式典挙行し、祝賀会開催。
- 2007年（平成19年）3月14日 - 屋外照明設備設置。
- 2011年（平成23年）
  - 3月11日 - 14時46分頃、東日本大震災発生。
  - 11月11日 - 全市一斉震災復興プロジェクトにより、中庭に垂れ桜苗木植樹。
- 2013年（平成25年）
  - 3月6日 - 放課後子ども教室「マンサクキッズ」開講。
  - 11月18日 - 震災復興のための芸術家派遣事業の一環として、パーカッションコンサート開催。
  - 12月3日 - 震災復興のための芸術家派遣事業の一環として、「杜の弦楽四重奏」コンサート開催。
- 2014年（平成26年）11月11日 - 震災復興のための芸術家派遣事業の一環として、柴田三兄妹による三味線演奏が行なわれた。
- 2016年（平成28年）11月18日 - 震災復興のための芸術家派遣事業「ほうねん座」。
- 2017年（平成29年）11月6日 - 震災復興のための芸術家派遣事業として、PMOコンサート開催。

## 通学区域
出典
- 南中山1丁目
- 南中山2丁目
- 南中山3丁目
- 南中山4丁目
- 南中山5丁目
- 南中山6丁目
- 実沢（字中山北、字中山南）

## 進学先中学校
出典
- 仙台市立南中山中学校

## 周辺
- 仙台市南中山市民センター - 敷地が隣接。
- 仙台ヒルズゴルフクラブ - 敷地が隣接。
- 南中山六丁目東公園 - 仙台市道をはさんで、敷地が隣接。
- 学校法人双葉学園ふたばエンゼル幼稚園 - 進学前幼稚園のひとつ。
- 仙台市南中山地域包括支援センター
- 仙台市立南中山中学校 - 進学先中学校。
- ヨークベニマル南中山店

## アクセス
- 仙台市営バス「815・S815」系統・「825・S825」系統で、
  - 「南中山中学校前」停留所より、
    - 西中山行のりばから、徒歩約250m
    - 仙台駅前行のりばから、徒歩約270m・約4分。

  - 「南中山小学校入口」停留所より、
    - 西中山行のりばから、徒歩約300m・約5分。
    - 仙台駅前行のりばから、徒歩約400m（「ふたばエンゼル幼稚園」北側の横断歩道経由）。